# Paradis judiciaire
Un paradis judiciaire est un territoire, généralement un pays, qui échappe aux lois, notamment pénales, communément admises dans la plupart des autres pays.
Il est parfois confondu avec un paradis fiscal ou un paradis financier. Bien que les notions puissent coexister, le paradis judiciaire est plus ciblé sur la facilitation et la dissimulation vis-à-vis des autorités policières et judiciaires d'autres pays des opérations des organisations criminelles et des grands délinquants.